# حي الكوثر (سوهاج)
حي الكوثر، هو إحدى التقسيمات الداخلية لمدينة سوهاج في محافظة سوهاج، جمهورية مصر العربية.